# Le Procès de l'incroyable Hulk
Pour les articles homonymes, voir Hulk (homonymie).
Pour plus de détails, voir Fiche technique et Distribution.
Le Procès de l’incroyable Hulk (The Trial of the Incredible Hulk) est un film de procès réalisé par Bill Bixby, diffusé le 7 mai 1989 sur NBC. C'est l'un des trois téléfilms faisant suite à la série télévisée L'Incroyable Hulk
En France, le téléfilm a été diffusé pour la première fois le 6 février 1990 sur La Cinq, rediffusé le 27 octobre 1990 sur la même chaîne, ensuite sur M6 le 11 juin 1991 dans Le mardi c'est permis, ainsi que le 12 août 1992.

## Synopsis
Bruce Banner débarque dans une ville contrôlée par l’homme d’affaires véreux Wilson Fisk. Dans un métro bondé, il est témoin d’une tentative de viol et se transforme en Hulk. Redevenu normal, Bruce est mis en prison et accusé de la tentative de viol. Il sera assisté par l’avocat Matt Murdock alias Daredevil. Durant son sommeil, dans sa cellule, Bruce fait un cauchemar où il se transforme en Hulk lors de son procès et tue un garde. Se réveillant en sursaut il se transforme et s’échappe. Il sera hébergé par Matt Murdock qui lui révèle qu’il est Daredevil et lui demande de l’aider à coincer Wilson Fisk.

## Fiche technique
- Titre original : The Trial of the Incredible Hulk
- Titre français : Le Procès de l'incroyable Hulk
- Réalisation : Bill Bixby
- Scénario : Gerald Di Pego
- Décors : Douglas Higgins
- Costumes : Jori Woodman
- Photographie : Chuck Colwell
- Montage : Janet Ashikaga
- Musique : Lance Rubin
- Production : Robert Ewing, Hugh Spencer-Phillips, Bill Bixby
- Sociétés de production : Bixby-Brandon Productions / New World Television
- Sociétés de distribution : Anchor Bay Entertainment
- Pays d'origine : États-Unis
- Format : Couleurs - 35 mm - 1,33:1 - Mono
- Genre : science-fiction
- Durée : 100 minutes
- Date de première diffusion :

États-Unis : 7 mai 1989 sur NBC
France : 6 février 1990 sur La Cinq

## Distributions
- Bill Bixby (VF : Daniel Gall) : David Banner
- Lou Ferrigno : Hulk
- Rex Smith : Matt Murdock / Daredevil
- John Rhys-Davies (VF : Roger Lumont) : Wilson Fisk
- Marta DuBois : Ellie Mendez
- Nancy Everhard : Christa Klein
- Nicholas Hormann : Edgar
- Richard Cummings Jr. : Al Pettiman
- Joseph Mascolo (VF : Benoît Allemane) : Albert G. Tendelli
- Linda Darlow : la fausse infirmière
- John Novak : Denny
- Dwight Koss : John
- Meredith Bain Woodward
- Mitchell Kosterman : un homme de main
- Stan Lee : un des jurés (caméo)

## DVD
- Le téléfilm est sorti en DVD Keep Case le 2 juillet 2013 chez Zylo au format 1.33:1 plein écran en français et en anglais 2.0 Dolby Digital avec sous-titres français. En bonus, des filmographies et une bande annonce [3].

## Commentaires
David Banner porte la barbe, mais quand il devient Hulk, il a le visage rasé. Daredevil a son costume noir mais pas rouge.